# Epilobium shiroumense
Epilobium shiroumense là một loài thực vật có hoa trong họ Anh thảo chiều. Loài này được Matsum. & Nakai mô tả khoa học đầu tiên năm 1908.